# Tarantói Hercegség

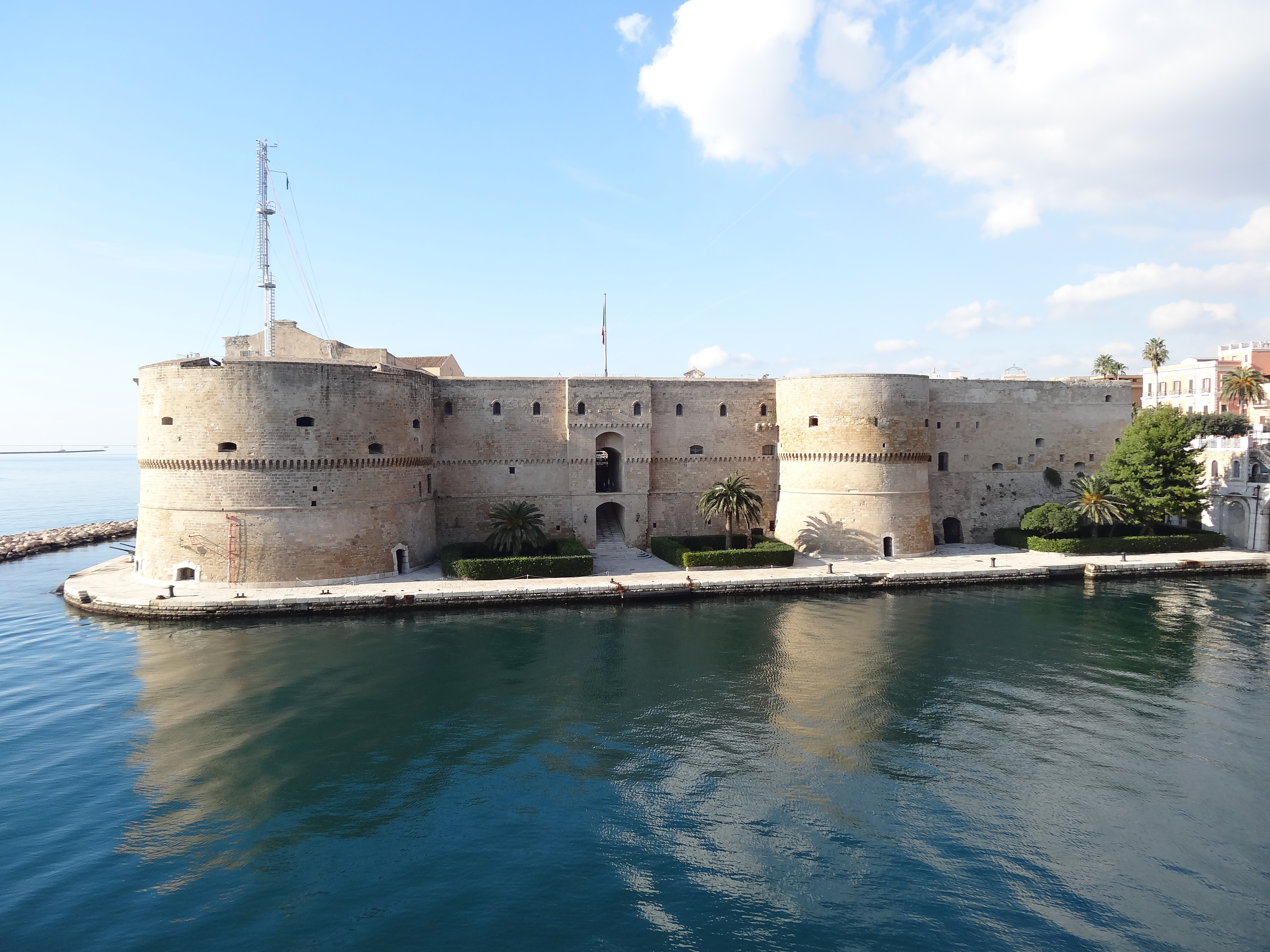
A tarantói Castello Aragonese

A Tarantói Hercegséget 1088-ban alapította a normann I. Bohemund, Robert Guiscard fia, miután kiegyezett testvérével, Rogerrel az Apuliai Hercegség öröklését illetően. 
A hercegség névadója és egyben székhelye Taranto városa lett, területe pedig Puglia déli részére, a Salento vidékére terjedt ki. Létezésének 375 éve alatt Szicíliai Királyság (majd a Nápolyi Királyság) egyik legjelentősebb hűbérbirtoka volt. 
A hercegséget hivatalosan I. Ferdinánd nápolyi király számolta fel 1465-ben, miután felesége és egyben a hercegség utolsó úrnője Izabella meghalt. A hagyományoknak megfelelően a mindenkori nápolyi trón várományosát a tarantói herceg címmel ruházták fel.

## Tarantói hercegek listája

### Hauteville-ház
- 1088 - I. Bohemund (később Antiochia hercege);
- 1111 - II. Bohemund (egyben Antiochia hercege);
- 1128 - II. Roger (egyben Szicília királya);
- 1132 - Tankréd (egyben Szicília királya);
- 1138 - I. Vilmos (egyben Szicília királya);
- 1144 - I. Simon, II. Roger fia;
- 1157 - II. Vilmos (egyben Szicília királya);
- 1189 - Tankréd (egyben Szicília királya);
- 1194 -  III. Vilmos (egyben Szicília királya);

### Hohenstaufen-ház
- 1194 - VI. Henrik német-római császár és egyben Szicília királya;
  - 1198 - Robert;
  - 1200 - III. Valter, Brienne grófja, Tankréd szicíliai király lányának, Máriának az 1. férje;
- 1205 - II. Frigyes német-római császár és egyben Szicília királya;
- 1250 - I. Manfréd, Szicília régense, majd királya;

### Anjou-ház
- 1266 - I. Károly, nápolyi király
- 1285 - II. Károly, nápolyi király
- 1294 - I. Fülöp
- 1332 - Tarantói Róbert
- 1346 - Tarantói Lajos, I. Johanna nápolyi királynő 2. férje
- 1364 - II. Fülöp tarantói herceg

### Balzo (Baux)-ház
- 1374 - I. Jakab, II. Fülöp unokaöccse;

### Welf-ház
- 1383 – 1399: Braunschweigi Ottó, I. Johanna nápolyi királynő 4. férje;

### Orsini-dinasztia
- 1399 – 1406: Raimondo del Balzo Orsini, Enghieni Mária 1. férje;
- 1406 – 1414: Durazzói László nápolyi király, Enghieni Mária 2. férje;
- 1415 – 1419: II. (Bourbon) Jakab, II. Johanna nápolyi királynő 2. férje;
- 1419 – 1463: Giovanni Antonio del Balzo Orsini, Raimondo del Balzo Orsini és Enghieni Mária elsőszülött fia;
- 1463 – 1465: Tarantói Izabella, I. Ferdinánd nápolyi király 1. felesége, valamint Raimondo del Balzo Orsini és Enghieni Mária anyai unokája